# Хюсеин Маядаг
Хюсеин Маядаг (на турски: Hüseyin Mayadağ) е виден турски композитор на турска народна музика.

## Биография
Роден е в 1915 година в семейството на Фаик Фуат бей в град Солун, Гърция. По произход е от голямото боймишко село Маядаг. В 1916 година семейството му се мести в Цариград, където получава образованието си. Баща му свири много добре на уд и, когато е на 10 години, Хюсеин започва да пее с баща си. Заминава за Измир, където учи музика при Ракъм Елкутлу, както и литература при Шекип бей Токазаде. Благодарение на това сам пише текстовете на песните си. Автор е на около 100 композиции народна музика.
Умира при пътнотранспортно произшествие на улица „Ватан“ в Истанбул на 25 ноември 1965 година. Погребан е в семейната гробница в гробището на Шишли.